# Amri Marzali
Amri Marzali (ur. 11 grudnia 1942 w Silungkang, Sawahlunto) – indonezyjski antropolog. Piastuje stanowisko profesora na Uniwersytecie Indonezyjskim.

## Życiorys
W latach 1962–1973 kształcił się w zakresie antropologii na Uniwersytecie Indonezyjskim oraz Uniwersytecie Gadjah Mada. Stopień magistra uzyskał w 1983 r. na Australijskim Uniwersytecie Narodowym. Doktorat z antropologii otrzymał na Uniwersytecie Bostońskim.
Jego dorobek obejmuje ponad 100 artykułów naukowych bądź popularyzatorskich, wydanych na łamach gazet, czasopism lub książek. Wśród jego publikacji książkowych można wymienić: Antropologi Untuk Sekolah Menengah Umum (1999), Strategi Peisan Cikalong dalam Menghadapi Kemiskinan (2003), Antropologi dan Pembangunan Indonesia (2005).